# Nucleaire kettingreactie
Een nucleaire kettingreactie doet zich voor, wanneer een kernreactie gemiddeld gesproken een of meer volgende kernreacties veroorzaakt en op deze manier een zichzelf enige tijd in stand houdende kettingreactie van kernreacties in gang zet. Het principe is in 1933 door Leó Szilárd ontdekt. De specifieke kernreactie kan zowel bij splijting van zware isotopen, bijvoorbeeld uranium-235, als bij fusie van lichte isotopen, bijvoorbeeld deuterium en tritium, voorkomen. Het betreft in beide gevallen een reactie die zichzelf in stand houdt.
Bij een nucleaire kettingreactie komt per reactie ettelijke miljoenen keer meer energie vrij dan bij een klassieke chemische reactie. De nucleaire kettingreactie ligt aan de basis van alle techniek van het opwekken van kernenergie, dus ook aan die van een kerncentrale en van kernwapens. Het meeste wordt uranium-235 als splijtstof in kerncentrales gebruikt, omdat daar een nucleaire kettingreactie mee kan worden opgewekt. De vorm van uranium met de hoogste relatieve aanwezigheid op Aarde is uranium-238, uranium-235 komt maar weinig voor.
Er komen in het binnenste van de Zon verschillende nucleaire kettingreacties voor. De proton-protoncyclus is daarvan een voorbeeld, maar in de Zon komen zowel kernfusie als kernsplijting voor. 